# Балаганы (Викуловский район)
Балаганы — село в Викуловском районе Тюменской области России. Административный центр Балаганского сельского поселения.

## История
В «Списке населенных мест Российской империи» 1871 года издания (по сведениям 1868—1869 годов) населённый пункт упомянут как казённая деревня Балаганская Ишимского округа Тобольской губернии, при реке Ишиме, расположенная в 122 верстах от окружного центра города Ишим. В деревне насчитывалось 107 дворов и проживало 424 человека (225 мужчин и 199 женщин).
В 1926 году в деревне имелось 190 хозяйств и проживало 779 человек (355 мужчин и 424 женщины). Функционировала школа I ступени. В административном отношении являлась центром Балаганского сельсовета Викуловского района Ишимского округа Уральской области.

## География
Село находится в восточной части Тюменской области, в таёжной зоне, в пределах юго-западной части Западно-Сибирской низменности, на левом берегу реки Ишим, на расстоянии примерно 15 километров (по прямой) к юго-юго-востоку (SSE) от села Викулова, административного центра района. Абсолютная высота — 68 метров над уровнем моря.
Климат
Климат континентальный с суровой холодной зимой. Годовое количество осадков — 417 мм. Средняя температура января составляет −18,9 °C, июля — +18 °C. Продолжительность периода с
устойчивым снежным покровом — 161 день.
Часовой пояс
Село Балаганы, как и вся Тюменская область, находится в часовой зоне МСК+2. Смещение применяемого времени относительно UTC составляет +5:00.

## Население
| 2010 |
| ---- |
| 598  |

Гендерный состав
По данным Всероссийской переписи населения 2010 года в гендерной структуре населения мужчины составляли 47,5 %, женщины — соответственно 52,5 %.
Национальный состав
Согласно результатам переписи 2002 года, в национальной структуре населения русские составляли 96 % из 670 чел.

## Улицы
Уличная сеть села состоит из восьми улиц и трёх переулков.